# 酒神节 (古希腊)

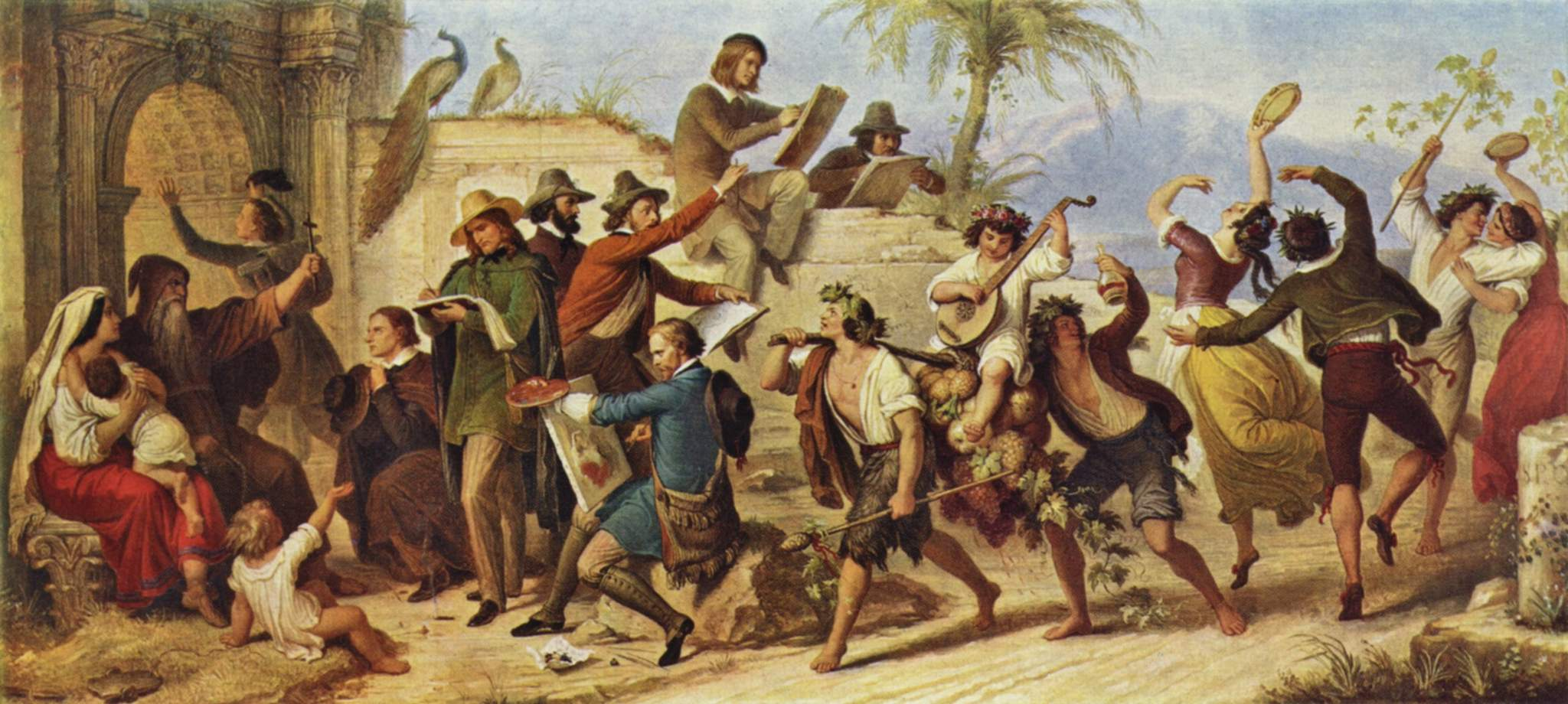
古希腊的酒神节

酒神节是古希腊雅典为纪念酒神狄俄倪索斯而举行的大型节日，是古希腊戏剧演出的重要场合。该节日也是雅典仅次于泛雅典娜节的节日，是狄俄尼索斯秘仪的一部分。